# Bunkhouse Buck
Bunkhouse Buck, pseudonimo di James "Jimmy" Golden (Bucksnort, Tennessee, 1º agosto 1950), è un ex wrestler statunitense, conosciuto per aver combattuto nella World Championship Wrestling (WCW). In WWE, a fine carriera, era conosciuto come Jack Swagger Sr.
Membro della famiglia Golden, celebre dinastia nel mondo del wrestling statunitense, è il figlio di Billy Golden e il padre di Bobby Golden. I suoi cugini sono Robert e Ron Fuller; inoltre è lo zio di Eddie e Evan Golden.

## Carriera

### Inizi (1968–1975)
Jimmy Golden si approcciò al wrestling nel 1968 nel territorio di competenza di suo padre (Billy Golden) in Alabama. Esordì facendo coppia con suo cugino Robert Fuller negli anni settanta. Lottò anche in Australia per Jim Barnett nei primi anni settanta.

### Southeastern Championship Wrestling / Continental Championship Wrestling (1975–1987)
Nei primi anni ottanta, Jimmy Golden e Robert Fuller furono membri della fazione Stud Stable, con manager Ron Fuller, nella Southeastern Championship Wrestling, successivamente Continental Championship Wrestling. Lottava da heel ("cattivo") per la maggior parte del tempo, mentre i suoi cugini erano occasionalmente anche face ("buoni"). La Stud Stable lottò nella CWA di Memphis nel biennio 1988-1989. Tra i vari feud del periodo ci furono quelli con The Rock 'n' Roll Express, Steve Armstrong & Tracy Smothers, Tommy & Johnny Rich e Kerry & Kevin Von Erich. Nei primi anni settanta fece inoltre coppia con Dennis Hall in un tag team chiamato "The Avengers".
Nel 1982 lavorò per breve tempo nella Southwest Championship Wrestling di Joe Blanchard.

### Varie compagnie (1988–1990)
Tra il 1988 e il 1990, Golden lottò in varie promozioni regionali, incluse American Wrestling Association e Continental Wrestling Association.

### Smoky Mountain Wrestling (1991–1994)
Nel 1991 entrò nella neonata Smoky Mountain Wrestling. Partecipò al torneo Volunteer Slam del 22 maggio 1992 a Knoxville, con in palio il titolo dei pesi massimi della compagnia, ma fu eliminato da Robert Gibson nel primo round. Ne seguì un feud con Gibson, che sfociò in una rivalità tra tag team quando Robert Fuller entrò nella promozione mentre Ricky Morton arrivò e si unì a Gibson.

### World Championship Wrestling (1994–1997)
Nel 1994 seguì Fuller nella World Championship Wrestling (WCW) dove lottò come Bunkhouse Buck. Ebbe una rivalità con Dustin Rhodes e, in coppia con Dick Slater, vinse i titoli WCW World Tag Team. Nel 1997 lasciò la WCW per il circuito indipendente.

### Carriera successiva (1997–2020)
Il 16 luglio 2010 apparve a WWE SmackDown, interpretando il personaggio del padre di Jack Swagger, che fu poi messo KO da Kane. Tornò il 3 settembre, sempre a SmackDown, e questa volta fu aggredito da Montel Vontavious Porter.
Il 30 agosto 2011 a New Tazewell, Tennessee, conquistò il Tennessee Mountain Wrestling Heavyweight Championship.
Si ritirò definitivamente nel 2020.

## Vita privata
Golden sposò Patricia Ward alla fine degli anni settanta. La coppia ebbe un figlio, Bobby Golden.

## Titoli e riconoscimenti
- All-American Wrestling
  - AAW Tag Team Championship (1) – con Wild Samoan[7]
- All-Star Championship Wrestling
  - ASCW Heavyweight Championship (4)[7]
  - ASCW Tag Team Championship (2) – con Thad Clark e Keith Hart[7]
- Cajun Wrestling Federation
  - CWF Heavyweight Championship (1)[8]
- Capital Pro Wrestling
  - CPW Tag Team Championship (1) - con The Gladiator
- Continental Wrestling Federation
  - CWF Tag Team Championship (2) - con The Mongolian Stomper (1) e Brian Lee (1)
- Championship Wrestling from Florida
  - NWA Florida Tag Team Championship (1) – con Ron Fuller[9]
- Georgia Championship Wrestling
  - NWA Macon Tag Team Championship (1) – con Robert Fuller[10]
- Heartland Wrestling Association
  - HWA Barroom Brawl Championship (1)
- Iron Ring Wrestling
  - IRW Tag Team Championship (1) – con Eddie Golden[7]
- Mid-Atlantic Championship Wrestling
  - NWA Mid-Atlantic Heavyweight Championship (1)
- Nationwide Championship Wrestling
  - NCW Heavyweight Championship (1)[7]
- NWA Mid-America / Continental Wrestling Association
  - CWA Tag Team Championship (2) – con Robert Fuller[11]
  - NWA Southern Tag Team Championship (Mid-America version) (1) – con Buddy Rose[12][13]
  - NWA Tri-State Heavyweight Championship (Alabama version) (1)[14][15]
  - NWA Tri-State Tag Team Championship (Alabama version) (1)  – con Ramon Perez[16][17]
  - NWA World Tag Team Championship (Mid-America Version) (2) – con Dennis Hall[18]
- NWA Rocky Top
  - NWA Rocky Top Heavyweight Championship (1)
- Premiere Championship Wrestling
  - PCW Heavyweight Championship (1)
- Southeastern Championship Wrestling
  - NWA Alabama Heavyweight Championship (1)[19]
  - NWA Southeastern Heavyweight Championship (Northern Division) (8)[20]
  - NWA Southeastern Tag Team Championship (15 times) – con Robert Ruller (7), Ricky Gibson (2), Rip Smith (1), Norvel Austin (1), Bob Roop (1), Randy Rose (1), Mongolian Stomper (1) e Brian Lee (1)[21]
  - NWA Southeastern United States Junior Heavyweight Championship (2)[22]
  - NWA Tennessee Tag Team Championship (1) – con Ricky Gibson[23]
- Southern Championship Wrestling
  - SCW Southern Heavyweight Championship (1)[7]
- Southern States Wrestling
  - SSW Heavyweight Championship (1)[24]
  - SSW Television Championship (1)[25]
  - SSW Tag Team Championship (1) – con G.Q. Strattus[26]
- Tennessee Mountain Wrestling
  - TMW Heavyweight Championship (3)[1][7]
- United Atlantic Championship Wrestling
  - UACW Tag Team Championship (1) - con Tim Horner[7]
- World Championship Wrestling
  - WCW World Tag Team Championship (1) – con Dick Slater[6]
- World Championship Wrestling (Australia)
  - NWA Austra-Asian Tag Team Championship (1) – con Austin Idol[27]
- World Class Wrestling Association
  - WCWA World Tag Team Championship (1) – con Robert Fuller[28][29]
- Wrestling Observer Newsletter
  - Worst Tag Team (1995) con Dick Slater